# Mont Pico (Antarctique)
Pour les articles homonymes, voir Pico (homonymie) et Rokitansky.
Le mont Pico (en espagnol Monte Pico), également connu sous le nom de mont Rokitansky, est un pic montagneux de plus de 1 700 mètres d'altitude, dans la partie nord de île Brabant dans l'archipel antarctique de Palmer. Son sommet se trouve à 5,5 km au nord-est de la pointe Driencourt.

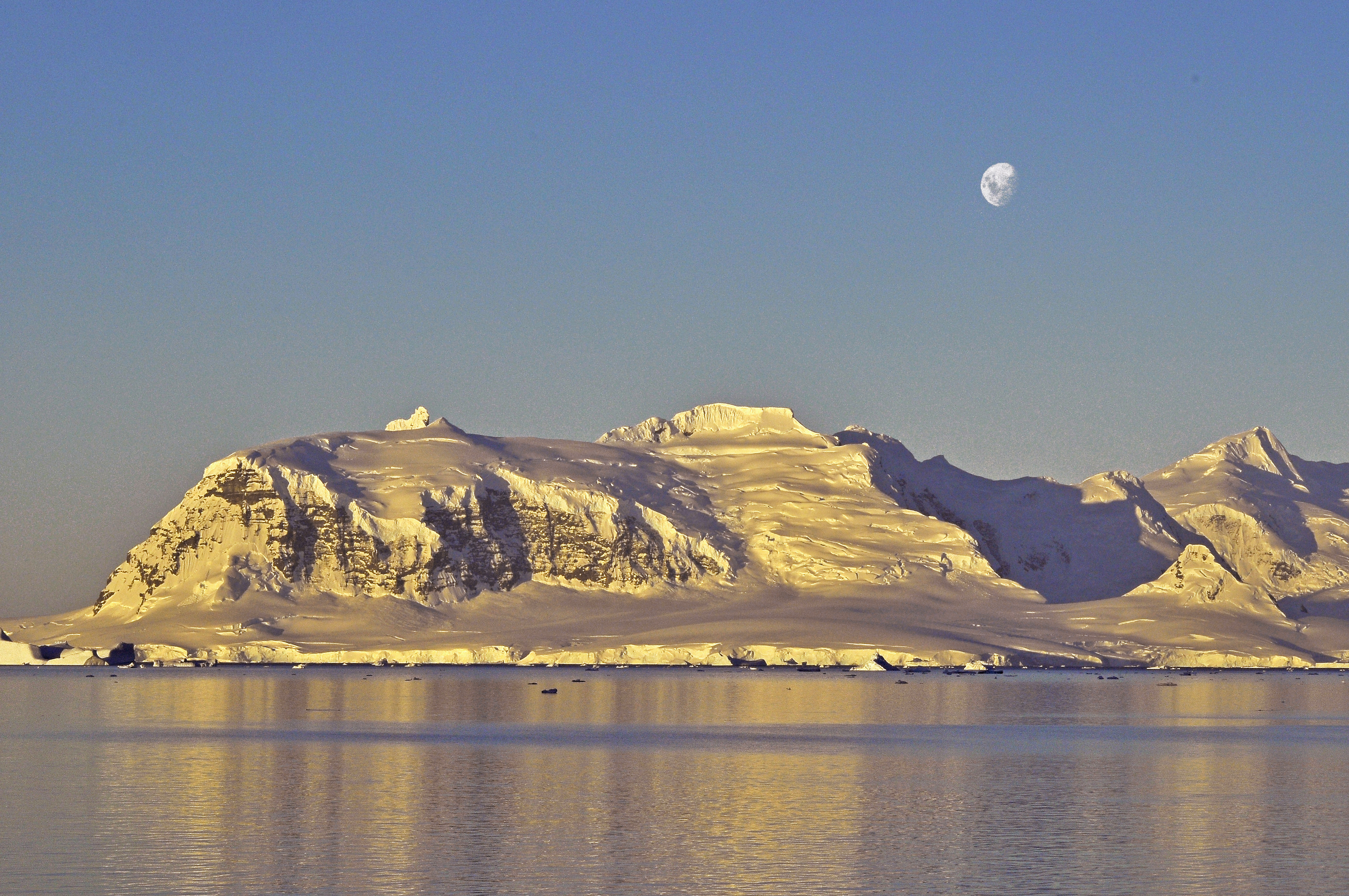
Panorama de plusieurs sommets montagneux de l'île Brabant.

Les participants à une expédition antarctique argentine de 1955 à 1956 lui ont donné ce nom descriptif, que le comité consultatif sur les noms antarctiques (Advisory Committee on Antarctic Names) a traduit en anglais en 1965 sous le nom de Mount Pico. Le comité britannique des noms de lieux antarctiques (UK Antarctic Place-Names Committee) avait quant à lui déjà nommé la montagne le 23 septembre 1960 d'après le pathologiste autrichien Carl von Rokitansky (1804–1878).